# Seina
Seina (výslovnost: [séna], francouzsky Seine) je řeka v severní Francii, dlouhá 775 km. Plocha povodí měří 79 000 km², z čehož 40 km² leží v Belgii.

## Etymologie jména
Název pochází z latinského slova Sequana, které vzniklo z galského slova Sicauna, zastaralé české exonymum je Sekvana.

## Průběh toku

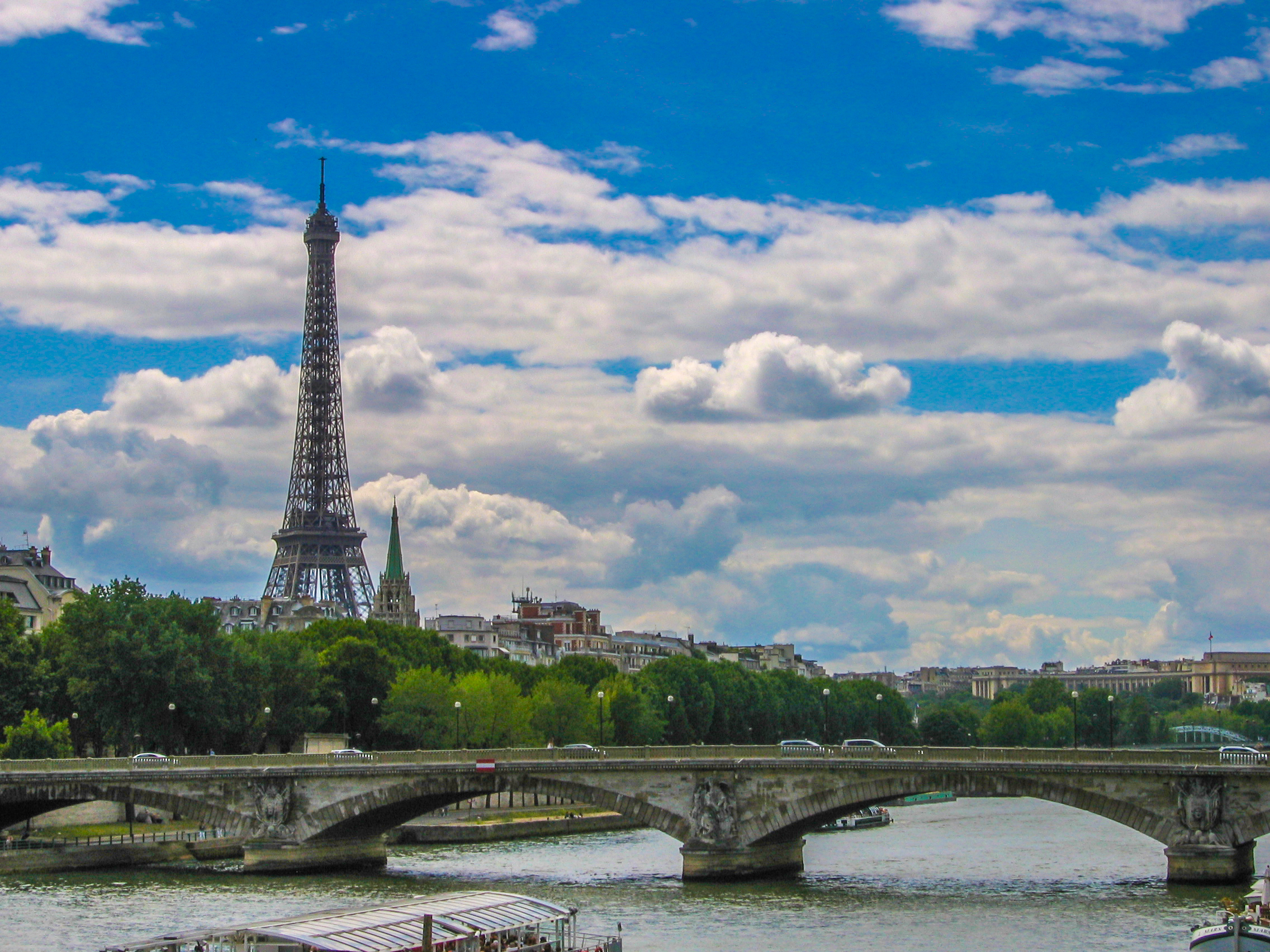
Pohled přes Seinu v Paříži

Pramenná oblast řeky se nachází v jižní části náhorní planiny Langers poblíž města Dijon. Od místa pramenu teče v široké dolině severozápadním směrem přes Pařížskou pánev k Paříži, kterou protéká v délce 50 km a především pod ní je koryto členité. Nedaleko města Le Havre ústí do Seinské zátoky Lamanšského průlivu, přičemž vytváří nálevkovitý estuár, který je dlouhý 25 km a široký 2 až 10 km.

## Přítoky
- zprava – Aube, Marna, Oise
- zleva – Yonne

## Vodní režim
Zdrojem vody jsou především dešťové srážky. Nejvyšších vodních stavů dosahuje od listopadu do března. V létě nakrátko voda opadá. Průměrný průtok vody v Paříži činí přibližně 250 m³/s a poblíž ústí 450 až 500 m³/s, maximální pak až 8000 m³/s. Vliv přílivu se projevuje až do vzdálenosti 35 km nad město Rouen, kde tomu je přizpůsobena kanalizační síť. Velikost přílivu činí v Le Havre 7,5 m a v Rouenu 2 m. Během silných povodní je zaplavovaná okolní krajina, přičemž zaplavení Paříže zabraňují hydrotechnická díla na řece a jejich přítocích nad městem.

## Využití

### Vodní doprava
Řeka je hlavní dopravní tepnou Francie. Vodní doprava je možná až do města Troyes. V horní části bočním kanálem a od ústí Aube níže už přímo po řece. Do ústí řeky lodě z důvodu vysokých přílivů vplouvají přes Tancarvilleský kanál. Námořní lodě s ponorem do 6,5 m mohou plout do vzdálenosti 120 km od moře do Rouenu, dále do Paříže s ponorem do 3,2 m a výše s ponorem do 1,3 m. Hlavní přístavy na řece jsou již jmenované Paříž, Rouen a Le Havre. Řeka je významnou vodní cestou spojující Pařížskou aglomeraci nejen s mořem ale pomocí vodních kanálů i s dalšími řekami (Somma, Šelda, Máza, Rýn, Saôna, Loira). Do roku 2025 má být vybudována velkokapacitní vodní cesta Seina – severní Evropa, která řeku napojí na síť evropských vodních cest.